# Peratiá
Peratiá är en ort i Grekland.   Den ligger i prefekturen Nomós Aitolías kai Akarnanías och regionen Västra Grekland, i den centrala delen av landet, 270 km väster om huvudstaden Aten. Peratiá ligger 39 meter över havet och antalet invånare är 234.
Terrängen runt Peratiá är huvudsakligen kuperad, men åt nordväst är den platt. Havet är nära Peratiá åt nordväst.  Närmaste större samhälle är Preveza, 15,5 km norr om Peratiá. 